# Сарри, Маурицио
Маури́цио Са́рри (итал. Maurizio Sarri, итальянское произношение: [mauˈrittsjo ˈsarri]; род. 10 января 1959, Неаполь) — итальянский футбольный тренер. Главный тренер итальянского клуба «Лацио».
Маурицио Сарри родился в Баньоли, рабочем квартале Неаполя. Отец Америго, был велогонщиком, даже выигрывал немало соревнований на уровне любителей. Податься в профессиональный спорт Сарри-старший не захотел, рассудив, что тратит денег на велогонки больше, чем получает. Сначала, чтобы прокормить семью, работал крановщиком в металлургической компании Italsider, позже получил место на заводе шин Pirelli. В три года будущий тренер переехал на Тоскану. Именно из-за этого имеет сильный местный акцент, которого Сарри не лишился до сих пор. Здесь Сарри занялся велоспортом. Параллельно Сарри играл в футбол на позиции защитника, но исключительно на полупрофессиональном уровне.
Первый тренерский опыт он получил уже в 15 — в любительском клубе из Фильине-Вальдарно, за который играл. Как рассказывал сам Сарри, тренер команды накануне матча поругался с руководством, и заменить его просто не успели:
Я завёл команду в автобус, выбрал схему и состав, и мы победили 2:1.
 После этой победы тренер в команду вернулся. До 19 лет играл в полупрофессиональной команде Серии D «Фильине», завершил карьеру из-за травм и обиды на руководство клуба.
Помимо всего прочего Сарри проникся интересом к экономике, бизнесу и статистике, стал изучать эти дисциплины и выучился на банкира. Отучившись год, в 1980 году поступил на работу в тосканское отделение банка Monte dei Paschi di Siena. Через несколько лет Сарри повысили и перевели из центрального офиса в западный. Там у него появилось много командировок в другие страны, в которых нужно было заключать межбанковские договоры. Сарри ходил исключительно в чёрном — ему казалось, что этот цвет приносит удачу.
В 1989 году Сарри присоединился к любительской команде «Стиа» из Серии D. Сарри быстро стал лидером, но из-за давней травмы паха редко играл и не всегда тренировался. Но все равно проезжал 80 километров, только чтобы присутствовать на тренировке вместе с командой. Сезон 1990/91 «Стиа» начала неудачно, и после 8 игр главного тренера уволили. Когда клуб уже начал поиски нового, капитан команды Вани Бергамаски предложил президенту Сарри. Сарри согласился.

## Карьера тренера

### Ранняя карьера
В 33 года Сарри начал тренерскую карьеру. С утра и до вечера он работал в банке, а сразу после смены ехал на тренировку. Иногда Сарри тренировал команды провинций, находившихся рядом с Тосканой. Во время работы в «Антелле» они с командой после каждой домашней игры устраивали ужин в пиццерии, принадлежащей владельцу клуба. Итальянец всегда заставлял игроков занимать одни и те же места. За 9 лет он сменил пять любительских команд. Совмещать две работы становилось все сложнее, поэтому в 1998 году Сарри перевёлся на должность финансового консультанта.
В 2000 году он принял предложение тренировать «Сансовино» в шестом дивизионе Италии и предупредил руководство клуба, что навсегда завершит тренерскую карьеру, если не сможет привести команду к чемпионству. Уже в первый сезон работы Сарри выиграл с командой чемпионат Тосканы и вывел команду в Серию D, а в 2003, заняв в этом дивизионе второе место — в Серию С2. В этот период родилась легенда о том, что якобы в «Сансовино» тренер использовал 33 схемы розыгрыша стандартов. Сам Сарри сей факт категорически отрицает:
Один из моих футболистов ляпнул что-то подобное в интервью, и понеслось. На каждый отдельно взятый матч мы выбираем четыре или пять вариантов. И каждый из них носит имя одного из сотрудников клуба. Если соперник запоминает их, то мы просто меняем имена, а не сами модели розыгрышей.
Позже неаполитанец вывел в Серию С1 «Санджиованезе». В сезоне 2005/06 он возглавлял «Пескару», с которой занял 12-е место в Серии B (вторая по силе лига Италии).
С октября 2006 года по март 2007 года Сарри работал в «Ареццо». Когда команда шла на 22-м месте в Серии В тренер покинул свой пост.
В июле 2007 года он стал главным тренером «Авеллино». 15 августа, в первом матче под руководством Сарри, клуб потерпел домашнее поражение в 1-м раунде Кубка Италии от «Асколи» со счётом 0:2, а уже 23 августа специалист ушёл из клуба.
В конце декабря 2007 года Сарри стал тренером «Вероны», выступающей в Серии C1 (3-й дивизион Италии). Проработав с командой около трёх месяцев он был уволен в феврале 2008 года.
С сентября 2008 года по февраль 2009 года Сарри тренировал «Перуджу», играющую в третьей лиге Италии.
С марта по июнь 2010 года тренер работал в «Гроссето», представляющем Серию B. Команда под его руководством завершила сезон 2009/10 на 7-м месте.
На протяжении сезона 2010/11 Сарри был главным тренером «Алессандрии». «Медведи» (прозвище клуба) заняли 3-е место в третьей лиге Италии. Летом 2011 года клуб был отправлен во Второй дивизион Профессиональной лиги (4-й дивизион) из-за «скандала в итальянском футболе».
С июля по декабрь 2011 года Сарри работал с клубом «Сорренто» в третьей лиге Италии.

### «Эмполи»
25 июня 2012 года Сарри стал главным тренером «Эмполи», выступающего в Серии B. Сезон 2012/13 «синие» завершили на 4-м месте. Клуб получил право играть в плей-офф за выход в Серию A. В полуфинале была пройдена «Новара» (ничья 1:1 в гостях в первом матче и победа 4:1 дома в ответной встрече). В финале уступили «Ливорно» (ничья 1:1 дома в первом матче и поражение 0:1 в гостях в ответной встрече). В сезоне 2013/14 «Эмполи» занял 2-е место в чемпионате и напрямую вышел в Серию A. Сарри был признан лучшим тренером сезона в Серии B. Перед стартом сезона 2014/15 эксперты и журналисты называли его команду аутсайдером турнира и пророчили команде вылет обратно во второй дивизион. Для таких столь неутешительных прогнозов действительно были серьёзные основания. Скромные финансовые возможности не позволили «адзурри» как следует укрепиться, а имеющиеся в распоряжении Сарри футболисты (большинство дебютанты Серии А) на решение задачи сохранения прописки в элите, казалось, не способны. Но специалист посрамил скептиков. Команда заняла 15-е место и сохранила прописку в высшем дивизионе итальянского футбола. По окончании сезона Маурицио Сарри покинул свой пост. Благодаря Сарри Италия узнала такие имена как Луиджи Сепе, Лоренцо Тонелли, Симоне Верди и Даниеле Ругани.
Весной и летом 2015 года Сарри рассматривался в качестве кандидата на пост наставника «Милана». В мае президент «Сампдории» Массимо Ферреро назвал Сарри в числе претендентов на должность тренера генуэзцев. Сам специалист сказал, что вёл переговоры с «Миланом» и «Ромой».

### «Наполи»

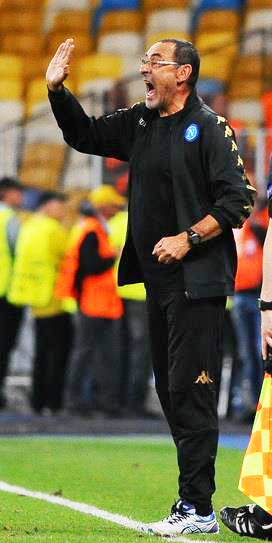
Сарри на тренерском мостике «Наполи»

В начале июня 2015 года в СМИ появилась информация о том, что Сарри достиг договорённости с «Наполи». 11 июня он официально стал главным тренером неаполитанского клуба. На групповом этапе Лиги Европы 2015/16 «Наполи» выиграл 6 матчей из 6 и вышел в плей-офф с первого места. Также итальянский клуб установил рекорд турнира по количеству голов, забитых на групповом этапе (22 мяча). После первого круга «Наполи» возглавил турнирную таблицу Серии A, став так называемым «зимним чемпионом». Это удалось команде впервые с сезона 1989/90. Именно в том сезоне «партенопейцы» в последний раз становились чемпионами. В 1/16 финала Лиги Европы по сумме двух встреч уступили испанскому «Вильярреалу» (0:1 в гостях; 1:1 дома). В чемпионате Италии заняли 2-е место, набрав 82 очка. От «Ювентуса», ставшего чемпионом, отстали на 9 очков.
В мае 2016 года Сарри продлил контракт с «Наполи» до лета 2020 года. Получил приз «Золотая скамья», вручаемый лучшему тренеру сезона. В сезоне 2016/17 заняли 3-е место в чемпионате, набрав 86 очков. В Лиге чемпионов попали в одну группу (группа B) с португальской «Бенфикой», турецким «Бешикташем» и киевским «Динамо». Вышли в плей-офф. В 1/8 финала уступили мадридскому «Реалу». В сезоне 2017/18 заняли 2-е место в чемпионате, набрав 91 очко. Отставание от «Ювентуса» составило 4 очка. «Наполи» стал первой командой в истории итальянского первенства, которой удалось набрать более 90 очков за сезон, не став чемпионом. Также «партенопейцы» были лидеры по количеству передач (27 585), ударов (656), созданных шансов (526) и ударов в створ ворот (256). В Лиге чемпионов попали в одну группу с английским «Манчестер Сити», донецким «Шахтёром» и голландским «Фейеноордом». Заняли 3-е место и вышли в 1/16 финала Лиги Европы. В Лиге Европы по сумме двух встреч уступили немецкому «РБ Лейпциг». Кстати, руководители немецкого клуба специально ради Сарри подготовили комнату для курения, отключив все детекторы дыма. По словам игроков «Наполи», в сложные для команды моменты итальянец выкуривал по пять пачек в день. Также Сарри очень суеверный. В гостиницах он просит комнату с номером, который заканчивался на тройку. Рассказывает вратарь «Сансовино» Альфредо Дженнайоли:
С Маурицио было очень весело. Помню, у нас был важный матч против «Кьюзи», от которого мы отставали на четыре очка. За неделю до него Сарри на своём BMW Station wagon случайно въехал в машину нашего игрока Марко Фары. В тот день мы победили. В следующее воскресенье все повторилось — Сарри снова, теперь уже нарочно, задел тачку бедного Фары! Все охренели, но «Кьюзи» мы обыграли – 2:0.
Раньше «Мистер» даже не позволял футболистам обувать разноцветные бутсы. Футболисты «Пескары» решили подшутить над мистером — на последний матч сезона вышли в яркой цветной обуви. Итальянец, увидев команду в тоннеле, взорвался и сказал, что останется в раздевалке, потому что ему стыдно за игроков. В «Ареццо» он заставлял завхоза красить бутсы чёрной краской, несмотря на то, что некоторым футболистам грозили штрафы от личных спонсоров.
Наставник прекрасно знает, как извлечь максимальную выгоду из своих футболистов. Даже уход летом 2016 года Гонсало Игуаина в «Ювентус», которого разъяренные неаполитанские болельщики тут же нарекли иудой, не стал проблемой для Сарри. Вместо того, чтобы отправиться на трансферный рынок и приобрести дорогого форварда, он перестроил команду и заставил футболистов выполнять ранее непривычные функции, что оказалось максимально эффективно. Он задействовал «коротыша» Дриса Мертенса в роли ложной девятки, а Жоржиньо в полузащите. Бельгиец не подвёл. Малыш умудрился забить 22 мяча и отдать 12 передач за прошлый сезон, а годом ранее он показал ещё более выдающиеся цифры: 34 гола, 15 передач во всех турнирах. Бразилец же стал одним из лучших полузащитников Европы.
23 мая 2018 года покинул пост главного тренера.

### «Челси»
14 июля 2018 года был назначен главным тренером лондонского «Челси». Он стал шестым итальянским тренером у руля «синих». Подписав контракт попросил не сообщать о его назначении в пятницу, 13-го. Во время тренировки на тренировочной базе клуба Сарри представил свой тренерский штаб. Легенда «Челси» Джанфранко Дзола был назначен помощником главного тренера. Первым помощником назначен Лука Готти, вторым помощником будет Марко Ианни. Массимо Ненси и Энрике Илариу стали тренировать вратарей в клубе. Илариу был в «Челси» в качестве игрока, сыграв 20 матчей в АПЛ. Карло Кудичини, ещё один бывший вратарь «Челси», назначен помощником Сарри и послом клуба. Паоло Бертелли два года работал тренером по фитнесу в команде Конте, и он решил остаться в «Челси». К нему присоединились Давиде Ранзато и Давиде Лоси.
10 февраля 2019 года «Челси» со счётом 0:6 проиграл действующему чемпиону Англии «Манчестер Сити», потерпев самое крупное поражение с 1991 года. Ровно через две недели, 24 февраля подопечные Сарри вновь сошлись с горожанами, на этот раз в финале Кубка Английской лиги, и вновь уступили, на этот раз в серии пенальти. По итогам чемпионата Англии «Челси» занял 3-е место, не сумев навязать реальной борьбы за чемпионство «Манчестер Сити» и «Ливерпулю», но квалифицировавшись в Лигу чемпионов на следующий сезон.
Гораздо успешнее сложились дела команды в Лиге Европы, где «Челси» с пятью победами из шести возможных вышел из группы, а в плей-офф прошёл шведский «Мальмё», киевское «Динамо», пражскую «Славию» и немецкий «Айнтрахт» и вышел в финал. В решающем матче со счётом 4:1 был повержен принципиальный соперник «синих» лондонский «Арсенал». Этот трофей стал первым в тренерской карьере Сарри, сделав также шестидесятилетнего специалиста самым возрастным тренером, который когда-либо выигрывал Лигу Европы.

### «Ювентус»
16 июня 2019 года был назначен главным тренером туринского «Ювентуса». В первом матче под руководством Сарри «старая синьора» со счётом 1:0 переиграла «Парму», начав тем самым 19-матчевую беспроигрышную серию во всех турнирах (в том числе в 14 матчах Серии А). Серия прервалась лишь 7 декабря 2019 года, после того как «Ювентус» со счётом 1:3 уступил «Лацио». С 23-го тура подопечные Сарри вышли в единоличные лидеры чемпионата, а 26 июля 2020 года, обыграв «Сампдорию» со счётом 2:0, оформили чемпионский титул, ставший для команды девятым подряд, а для её тренера — первым. При этом сам Сарри в возрасте 61 года и 6 месяцев стал самым возрастным специалистом, которому удалось выиграть чемпионат Италии. В то же время «чёрно-белые» потерпели поражение в обоих кубковых турнирах: 22 декабря 2019 года они проиграли «Лацио» в матче за Суперкубок Италии, а 17 июня в финале Кубка Италии в серии пенальти уступили «Наполи». 8 августа 2020 года был уволен из клуба через день после поражения bianconeri в 1/8 финала Лиги чемпионов 2019/20 от французского «Лиона» по итогам двух матчей.

### «Лацио»
7 июня 2021 года Сарри подписал контракт с римским «Лацио».
12 марта 2024 года Маурицио Сарри покинул пост главного тренера клуба после четырёх поражений подряд (1:2 с «Удинезе», 0:3 с «Баварией», 0:1 с «Миланом» и 1:2 с «Фиорентиной»). На тот момент римляне шли на 9 месте в Серии А.

## Достижения в качестве тренера

### Командные
«Челси»
- Победитель Лиги Европы УЕФА: 2018/19

«Ювентус»
- Чемпион Италии: 2019/20

### Личные
- Обладатель трофея «Серебряная скамья»: 2013/14
- Обладатель трофея «Золотая скамья»: 2015/16
- Награда Энцо Беарзота: 2017
- Футбольный тренер года в Италии (Gran Galà del calcio AIC): 2016/17

## Тренерская статистика
| Команда       | Начало работы    | Завершение работы | Показатели | Показатели | Показатели | Показатели | Показатели |
| Команда       | Начало работы    | Завершение работы | М          | В          | Н          | П          | % побед    |
| ------------- | ---------------- | ----------------- | ---------- | ---------- | ---------- | ---------- | ---------- |
| Санджиованезе | 1 июля 2003      | 30 июня 2005      | 74         | 31         | 26         | 17         | 041,89     |
| Пескара       | 9 июля 2005      | 30 июня 2006      | 43         | 14         | 12         | 17         | 032,56     |
| Ареццо        | 31 октября 2006  | 13 марта 2007     | 22         | 6          | 8          | 8          | 027,27     |
| Авеллино 1912 | 18 июля 2007     | 23 августа 2007   | 1          | 0          | 0          | 1          | 000,00     |
| Эллас Верона  | 31 декабря 2007  | 27 февраля 2008   | 5          | 0          | 1          | 4          | 000,00     |
| Перуджа       | 23 сентября 2008 | 15 февраля 2009   | 18         | 5          | 8          | 5          | 027,78     |
| Гроссето      | 24 марта 2010    | 30 июня 2010      | 10         | 2          | 6          | 2          | 020,00     |
| Алессандрия   | 6 июля 2010      | 24 июня 2011      | 36         | 15         | 12         | 9          | 041,67     |
| Сорренто      | 6 июля 2011      | 13 декабря 2011   | 17         | 8          | 6          | 3          | 047,06     |
| Эмполи        | 25 июня 2012     | 4 июня 2015       | 132        | 52         | 45         | 35         | 039,39     |
| Наполи        | 11 июня 2015     | 23 мая 2018       | 148        | 98         | 25         | 25         | 066,22     |
| Челси         | 14 июля 2018     | 16 июня 2019      | 63         | 39         | 13         | 11         | 061,90     |
| Ювентус       | 16 июня 2019     | 8 августа 2020    | 52         | 34         | 9          | 9          | 065,38     |
| Лацио         | 9 июня 2021      | 13 марта 2024     | 137        | 65         | 30         | 42         | 047,45     |
| Лацио         | 2 июня 2025      |                   | 0          | 0          | 0          | 0          | —          |
| Итого         | Итого            | Итого             | 758        | 369        | 201        | 188        | 048,68     |